# Frase hecha
Una frase hecha o dicho es una frase o expresión que tiene forma fija, tiene sentido figurado y es de uso común por la mayoría de hablantes de una comunidad lingüística, en todos los niveles sociales y culturales y que, por su morfología, no se considera refrán.

## Descripción
Su sentido habitual no incluye ninguna sentencia («irse a las manos») pero algunas veces equivale al proverbio, que sí expresa una sentencia («no hay que dormirse sobre los laureles»).
La frase hecha no puede ser traducida literalmente a otros idiomas (salvo pocas excepciones), pero existen expresiones equivalentes en varias lenguas.
Tampoco aceptan la sustitución de sus palabras por otras, aunque sean sinónimos: nada más inadecuado que, en lugar de decir «se juntaron el hambre y las ganas de comer» digamos «se unieron el apetito y el deseo de ingerir», palabras que tienen casi el mismo significado pero que no adquieren el valor de frase hecha porque no son las que se han utilizado habitualmente juntas para expresar la idea original.

### Ejemplos de frases hechas en español
- Bajar la guardia (descuidar la vigilancia o la actitud de defensa).
- Dar gato por liebre (engañar una persona a otra dándole una cosa de muy poco valor o calidad en lugar de otra parecida pero mucho mejor).
- Meter la pata (cometer un error o decir algo inoportuno).
- Coger el rábano por las hojas.
- Ser como agua de mayo.
- Meterse en un berenjenal (Embrollo, jaleo, lío).
- Tomar las de Villadiego.
- Ser la gota que colma el vaso.
- Estar en las nubes.
- Poner una pica en Flandes.
- Quedarse frito.
- Morderse la lengua.
- Perder la cabeza.

## Refrán, proverbio
- El refrán, por su parte, es un dicho agudo y sentencioso de uso común que suele introducirse en la conversación para ejemplificar una afirmación o como conclusión de una aseveración. Se diferencia de la frase hecha en que esta puede no contener una moraleja, ya que bien puede limitarse a una descripción de determinada situación y por lo general, sus términos son comunes. Ejemplo: A caballo regalado no le mires el diente.

- El proverbio se diferencia del refrán en la forma, ya que mientras este es de tono jocoso y se lo expresa con palabras comunes y a veces groseras, aquel está expresado de una manera más seria y grave. Ejemplo: La caridad bien entendida empieza por casa.
- El modismo es el modo de hablar propio de una lengua, a veces, apartándose un poco de las reglas gramaticales, y la locución es la combinación estable de dos o más palabras que funcionan como oración. Ejemplo: Dormirse en los laureles.